# سرخرگ تیروئیدی زبرین
سرخرگ تیروئیدی زِبَرین (انگلیسی: Superior thyroid artery) از سرخرگ کاروتید بیرونی منشا می‌گیرد. خاستگاه آن درست در زیر سطح شاخ‌واره بزرگ‌تر استخوان لامی است و به غده تیروئید ختم می‌شود.